# Facu Díaz
Facundo Díaz Troncoso (Montevideo, 15 de febrero de 1993), más conocido como Facu Díaz, es un presentador, streamer y humorista español de origen uruguayo. 
Nació en Montevideo, Uruguay, creció hasta los 8 años en Salinas y a partir de esa edad lo hizo en Blanes, Gerona, España. Fue el director del programa Tuerka news de La tuerka que se emitió en Público TV a través de internet, entre 2014 y 2016. Posteriormente formó parte del proyecto humorístico No te metas en política (NTMEP), con su compañero de Tuerka news, Miguel Maldonado. También ha colaborado en el programa Late motiv de Andreu Buenafuente. En 2020 durante la pandemia del COVID 19 retransmitió en Twitch en su canal facudiazt, donde desarrolla un programa matinal diario llamado Buenos días in the morning en el que mezcla actualidad, entretenimiento y humor. El programa tuvo un parón de casi un año en 2024, pero volvió en 2025. En 2023, también junto a Miguel Maldonado, estrenaron el programa Quieto todo el mundo (QTEM), donde semanalmente repasan noticias de actualidad comentándolas desde el humor.
En 2025 ambos humoristas han estrenado la gira Por fin juntos para celebrar sus 10 años de carrera como dúo cómico.
Se identifica como comunista y estuvo adscrito al Partido Comunista de España.

## Polémicas

### Noticia falsa deEl País

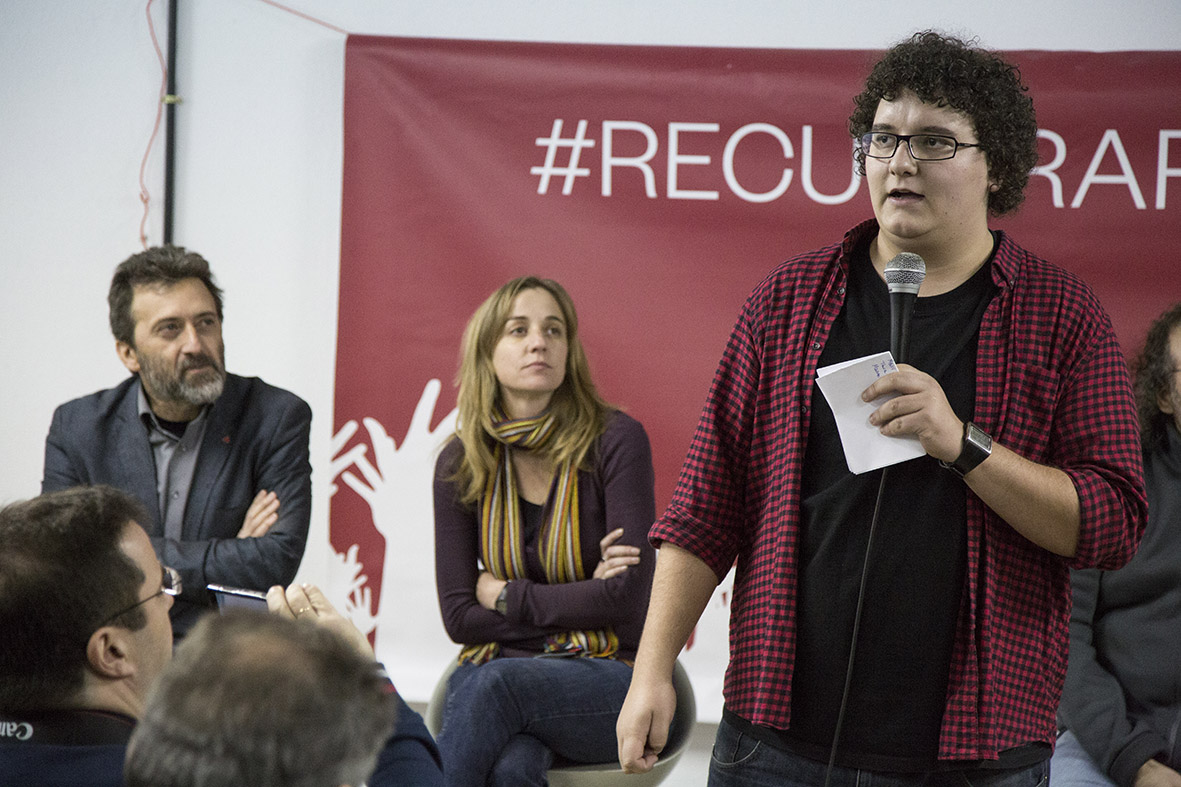
Facu Díaz en el 2015 hablando al público durante un acto político en Vallecas.

El 20 de noviembre de 2012 Díaz publicó un mensaje en su cuenta de Twitter haciendo una captura de pantalla de otro mensaje emitido por la cuenta del diario español El País y que según él habrían borrado al poco de publicarlo. En el mensaje de El País se informaría de la "extrema gravedad" de la salud del rey Juan Carlos I. Aunque poco después Facu Díaz señaló en la misma red social que su mensaje era falso y se trataba de una broma contra El País, como protesta por el proceso de expediente de regulación de empleo que significaba el despido de 129 trabajadores del periódico, el bulo de la gravedad del monarca se extendió por la red llegando a ser trending topic. Por lo ocurrido, El País publicó una noticia aclarando lo sucedido y señalando que consideraría emprender acciones legales contra Facu Díaz.

### Denuncia de víctimas del terrorismo por sketch
El 29 de octubre de 2014 se emitió un sketch en el programa La Tuerka titulado "el PP se disuelve". En el sketch televisivo, que se extendió rápidamente por las redes sociales, aparecía Facu Díaz encapuchado con un pasamontañas leyendo un comunicado, al modo de los comunicados emitidos por ETA, en donde se anunciaba la disolución del Partido Popular. La sátira en relación con la disolución del PP estaba relacionada por la detención ese mismo mes de varios dirigentes del partido dentro de la Operación Púnica que perseguía posibles delitos de corrupción. El sketch recibió una dura crítica del Partido Popular, que lo calificó de "vomitivo" según una declaración del Partido Popular del País Vasco. Las críticas se dirigieron además a Pablo Iglesias, líder de Podemos, a quien acusaron de "burlarse y despreciar a las víctimas de ETA" exigiéndole una rectificación y disculpas. Del igual modo José Antonio Ortega Lara, dirigente de Vox y antiguo funcionario de prisiones que fue secuestrado por ETA, publicó una carta criticando el sketch de la "televisión de Pablo Iglesias" por ridiculizar a las víctimas. Facu Díaz se defendió de las críticas, considerando además que las acusaciones tenían un interés político para desprestigiar a Podemos, partido del que no formaba parte, y especialmente a su líder.
El 9 de enero de 2015 la Audiencia Nacional imputó a Facu Díaz un posible delito contra el honor de las víctimas del terrorismo tras una querella presentada por la asociación Dignidad y Justicia. El 15 de enero, y tras la toma de declaración a Facu Díaz por espacio de cinco minutos, Javier Gómez Bermúdez como juez instructor de la Audiencia Nacional decidió archivar la causa al entender que el sketch no podía considerarse como humillación de las víctimas del terrorismo.
La noticia de la imputación de Facu Díaz por la Audiencia Nacional tuvo gran impacto mediático, tanto de medios nacionales como internacionales. Motivó la publicación de varios editoriales y artículos de opinión que reflexionaban sobre la libertad de expresión y el grado de sátira empleada por Facu Díaz. El debate se puso en contexto de la libertad de expresión reivindicada por la opinión pública y la clase política a raíz del atentado islamista contra el semanario satírico Charlie Hebdo ocurrido en París días antes.